# Macaranga paxii
Macaranga paxii är en törelväxtart som beskrevs av David Prain. Macaranga paxii ingår i släktet Macaranga och familjen törelväxter. IUCN kategoriserar arten globalt som sårbar. Inga underarter finns listade i Catalogue of Life.